# Bertha Wrage
Bertha Wrage (* 1. April 1890 in Gremsmühlen bei Malente; † unbekannt) war eine deutsche Malerin.

## Leben

### Familie
Bertha Wrage war die Tochter des Landschaftsmalers Hinrich Wrage und dessen Ehefrau Wilhelmine, die sich ebenfalls als Malerin betätigte; sie hatte noch drei Geschwister, zu denen auch der Maler Klaus Wrage gehörte.
In erster Ehe war sie mit dem Arzt Eitel-Fink verheiratet. In zweiter Ehe heiratete sie am 24. Dezember 1924 in Gremsmühlen den Kunstmaler Karl Lorenz, der eng mit ihrem Bruder Klaus befreundet war.

### Werdegang
Bertha Wrage erhielt in Stuttgart eine künstlerische Ausbildung und spezialisierte sich später auf Kinderbildnisse.
Ihr Holzschnitt Seeufer (Dieksee) befindet sich im Privatbesitz.